# Landaulet
Landaulet (również lando) – rodzaj nadwozia samochodowego, które ma składany lub zdejmowany dach, ale tylko w tylnej jego części.